# Franco Di Giannantonio
Franco Di Giannantonio (Tagliacozzo, 15 aprile 1946) è un politico italiano.

## Biografia
Nato a Tagliacozzo nel 1946, conseguì la laurea in ingegneria. Entrò in politica con la Democrazia Cristiana e con le elezioni provinciali del 1985 diventò consigliere provinciale della provincia dell'Aquila, venendo confermato anche nella successiva tornata elettorale del 1990. Nel 1993 fu eletto Presidente della provincia dell'Aquila, incarico che mantenne fino alla fine della consiliatura, avvenuta nel 1995.